# NGC 6717
NGC 6717 (другие обозначения — GCL 105, ESO 523-SC14) — шаровое скопление в созвездии Стрелец.
Этот объект входит в число перечисленных в оригинальной редакции «Нового общего каталога».